# Ассоциация писателей-криминалистов
Ассоциация писателей-криминалистов (англ. Crime Writers' Association) — писательское объединение в Великобритании. Основана в 1953 году Джоном Кризи, в настоящий момент секретарём является Роберт Ричардсон, в организации около 450 членов.
Членство в организации открыто для любого автора, опубликовавшего криминальный роман в одном из ведущих издательств (или по рекомендации членов комитета), и позволяет писателям поддерживать друг с другом контакт и организовывать общественные мероприятия. Также поддерживает писательские группы, фестивали и литературные мероприятия с авторами.

## Кинжалы
Наибольшую известность, однако, ассоциации принесли вручаемые премии, так называемые Кинжалы (англ. Daggers).
С 1955 по 1959 ассоциация вручала премию «Ложный След» (англ. Crossed Red Herring Award) за лучший криминальный роман года. Позже эта награда была переименована в «Золотой Кинжал». Так обычно называют «Кинжал Дункана Лори» — по имени банкира Дункана Лори, который установил крупнейшую в мире премию за криминальный роман — 20 тысяч фунтов стерлингов (правда, такая сумма вручалась недолго — с 2006 по 2008 год, затем спонсор сменился, вознаграждение уменьшилось).
Другие Кинжалы:
- Международный Кинжал Дункана Лори за лучший криминальный роман, переведённый на английский язык. 5000 фунтов стерлингов автору и 1000 фунтов стерлингов переводчику.
- Стальной Кинжал Ассоциации писателей-криминалистов Яна Флемминга (англ. CWA Ian Fleming Steel Dagger): кинжал и приз в 2000 фунтов стерлингов за приключенческий роман/триллер в духе Джеймса Бонда. Спонсируется издательством Яна Флемминга.
- Золотой Кинжал Ассоциации писателей-криминалистов (англ. CWA Gold Dagger) за лучший криминальный роман года: кинжал и денежный приз в 2500 фунтов стерлингов присуждаются каждый чётный год.
- Золотой Кинжал Ассоциации писателей-криминалистов (англ. CWA Gold Dagger for Non-Fiction) за лучшее нехудожественное произведение года: кинжал и денежный приз в 2000 фунтов стерлингов присуждаются каждый чётный год.
- Новый Кровавый Кинжал Ассоциации писателей-криминалистов (англ. CWA New Blood Dagger): присуждается в память основателя Ассоциации писателей-криминалистов Джона Криси (англ. John Creasey) за первую книгу писателя, ранее не издававшегося. Спонсируется «BBC Audiobooks» в сумме приза в 1000 фунтов стерлингов. Эта награда раньше называлась «Памятный Кинжал Джона Криси».
- Исторический кинжал Ассоциации писателей-криминалистов (англ. CWA Historical Dagger): эта награда присуждается за лучший исторический криминальный роман, впервые опубликованный в Великобритании на английском языке и действие которого происходит за любой период за 50 лет до года, в котором будет вручена награда. Ранее известный как "Исторический кинжал Эллиса Питерса", вручается за исторические загадки с 1999 года. С 2019 года спонсором этой награды является Sapere Books.
- Библиотечный Кинжал Ассоциации писателей-криминалистов (англ. Dagger in the Library): этот кинжал, спонсируемый издательством «Random House» в сумме 1500 фунтов стерлингов, присуждается «автору криминально-фантастического романа, доставившего наибольшую радость читателям»; Авторы номинируются библиотеками Соединённого Королевства и читательскими объединениями и выбираются группой библиотекарей.
- Кинжал Дебютанта (англ. The Debut Dagger): спонсируется издательством «Орион», и доступен каждому, кто ни разу не публиковался на коммерческой основе (не получал денег за издание книг). Победитель получает денежный приз 500 фунтов стерлингов и оплаченный номер на двоих в лондонском отеле «Waldorf Hilton», для получения награды на Вечере Вручения Кинжалов 29 июня.
- Бриллиантовый Кинжал Картье (англ. Cartier Diamond Dagger): премия за достижения в течение всей жизни писателя.

## Известные члены Ассоциация писателей-криминалистов
- Гилберт, Майкл
- Уинтертон, Пол
- Ренделл, Рут